# 4196 Shuya
4196 Shuya је астероид чија средња удаљеност од Сунца износи 3,907 астрономских јединица (АЈ).
Апсолутна магнитуда астероида је 10,7.